# Coen Maertzdorf
Coen Maertzdorf (Zevenaar, 24 augustus 1993) is een Nederlands voetballer die doorgaans speelt als aanvaller. In juli 2025 verruilde hij Kozakken Boys voor De Treffers.

## Carrière
Maertzdorf maakte in 2003 de overstap van amateurclub RKPSC naar De Graafschap. Bij die club doorliep hij de gehele jeugdopleiding en in 2012 mocht de aanvaller zich aansluiten bij de eerste selectie. Zijn debuut volgde dan ook op 10 augustus 2012, toen er werd gespeeld tegen Excelsior. In het met 2–0 gewonnen thuisduel mocht Maertzdorf teamgenoot Soufian El Hassnaoui vervangen in de tweede helft. In 2014 ging hij naar De Treffers in de Zondag Topklasse. Na een jaar kwam de club terecht in de nieuw opgerichte Derde Divisie en het promoveerde direct naar de Tweede Divisie. In januari 2024 liet Maertzdorf De Treffers achter zich en hij tekende voor anderhalf jaar bij Kozakken Boys. In januari 2025 maakte de aanvaller bekend na die anderhalf jaar weer terug te keren bij De Treffers.